# 浮邱山乡
浮邱山乡，是中华人民共和国湖南省益阳市桃江县下辖的一个乡镇级行政单位。

## 行政区划
浮邱山乡下辖以下地区：
近仑村、毛家桥村、枳木山村、人形山村、回龙湾村、新桥村、沙田湾村、齐心村、西峰寺村、浮邱山村、大水洞村、炭山桥村、洪桥头村、禁牌村、黄鹤桥村、田家冲村、黄南冲村、白家河村、担水坝村和金盘村。